# Rio Cotia (vattendrag i Brasilien, Rondônia)
Rio Cotia är ett vattendrag i Brasilien.   Det ligger i delstaten Rondônia, i den västra delen av landet, 2 000 km väster om huvudstaden Brasília.
I omgivningarna runt Rio Cotia växer i huvudsak städsegrön lövskog. Trakten runt Rio Cotia är nära nog obefolkad, med mindre än två invånare per kvadratkilometer.